# Tomcraft
Thomas Bruckner, bedre kendt som Tomcraft var en House-producer fra Tyskland.

## Diskografi
- Muc (2003)